# Davide Faraoni
Marco Davide Faraoni (* 25. Oktober 1991 in Bracciano) ist ein italienischer Fußballspieler, der bei Hellas Verona unter Vertrag steht.

## Karriere

### Verein
Davide Faraoni begann seine Fußballkarriere in der Nachwuchsmannschaft von Lazio Rom. Nachdem sein Vertrag bei den Römern ausgelaufen war, unterschrieb er am 1. Juli 2010 einen Vier-Jahres-Vertrag bei Inter Mailand, wo er in der Saison 2010/11 in der Nachwuchsmannschaft eingesetzt wurde. Sein erstes Pflichtspiel für die A-Mannschaft der Nerazzurri absolvierte er am 6. August 2011, als er gegen die AC Mailand im Spiel um den italienischen Supercup, das mit 1:2 verloren ging, eingewechselt wurde. Am 7. Januar 2012 erzielte Faraoni in einem Ligaspiel gegen den FC Parma sein erstes Pflichtspieltor für Inter.
Im Juli 2012 erwarb Udinese Calcio 50 Prozent der Transferrechte an Faraoni. Der Verteidiger unterschrieb einen Fünfjahresvertrag und wird ab der Spielzeit 2012/13 für die Friauler auflaufen. Im Juni 2013 erwarb Udine die restlichen Transferanteile von Faraoni. Kurz darauf wechselte Faraoni allerdings in die zweite englische Liga zum FC Watford, der sich wie Udinese im Besitz der italienischen Unternehmerfamilie Pozzo befindet und außer Faraoni fünf weitere Spieler der Friauler verpflichtete. Faraoni unterschrieb einen Vertrag bis zum Jahr 2018. Ein Jahr später wechselte er wieder zurück ins Friaul, von wo er in die Serie B zur AC Perugia Calcio ausgeliehen wurde.
Im Sommer 2017 wechselte Faraoni zum FC Crotone. Dort blieb er bis Januar 2019, als er bis Saisonende an Hellas Verona ausgeliehen wurde. Verona verpflichtete ihn im Anschluss fest. Im Transferfenster des Winters der Saison 2023/2024 wechselte Faraoni per Leihe mit Kaufoption zur AC Florenz, wo er unmittelbar nach seinem Transfer im Heimspiel der Serie A gegen Udinese Calcio am 14. Januar sein erstes Pflichtspiel absolvierte.

### Nationalmannschaft
Faraoni lief bisher für verschiedene Nachwuchsmannschaften Italiens auf. Sein Debüt in der italienischen U-21-Mannschaft gab er am 17. November 2010 in einem Freundschaftsspiel gegen das türkische U-21-Nationalteam.